# Liftboy Nr. 13
Liftboy Nr. 13 (Originaltitel: Bell Boy 13) ist eine US-amerikanische Stummfilmkomödie aus dem Jahr 1923 von William A. Seiter mit Douglas MacLean in der Hauptrolle. Das Drehbuch basiert einer Originalstory von Austin Gill.

## Handlung
Der College-Absolvent Harry Elrod möchte die Schauspielerin Kitty Clyde heiraten, doch sein Onkel Ellrey Elrod hat Angela Fish als Frau für seinen Neffen ausgesucht. Harry arrangiert eine heimliche Hochzeit mit Kitty. Sein Onkel wird misstrauisch und er verfolgt Harry ständig. Angela und ihr Vater, der Reverend Dr. Fish, rufen an. In seiner Verzweiflung legt Harry in seinem Zimmer ein Feuer. Er wird von der Feuerwehr gerettet und rast im Wagen des Feuerwehrchefs durch die Straßen, um einen Zug zu erreichen und Kitty zu folgen. Er entkommt den ihn verfolgenden Feuerwehrmännern, besteigt den Zug und kommt sicher in dem Hotel in Philadelphia an, wo Kitty ihn treffen will. Dort erfährt er, dass sie ihre Meinung geändert hat und nun glaubt, dass er die Zustimmung seines Onkels braucht. 
Harry erhält ein Telegramm von seinem Onkel, in dem er ihn verleugnet. Pleite nimmt Harry einen Job als Hotelpage an. In Uniform betritt er das Restaurant, in dem Kitty mit ihrem Presseagenten Mr. Haskell zu Abend isst. Harry setzt sich dazu, wird aber vom empörten Hotelmanager weggezerrt. Onkel Ellrey kommt ins Hotel, Harry führt ihn in ein falsches Zimmer. Der Onkel verlangt, dass Harry gefeuert wird, was der Manager, der immer bereit ist, einen Gast glücklich zu machen, auch vorhat. Harry stiftet Chaos und wiegelt das gesamte Hotelpersonal zum Streik auf. Das Endergebnis ist, dass der Onkel besiegt wird und Harry Kitty zurückgewinnt.

## Hintergrund
Gedreht wurde der Film im Januar 1923.
Laut eines Presseartikels vom Juni 1923 prahlte ein Presseagent der Produktion, dass Star Douglas MacLean nach Abschluss des Films, eines als „Thrill Picture“ bekannten Films, in dem der Schauspieler in scheinbar gefährliche Situationen geriet, an einem völlig zerrütteten Nervenkostüm gelitten habe. Das Geheimnis mindestens eines dieser Stunts wurde in der Ausgabe eines Filmmagazins vom Juli 1923 gelüftet. Der Artikel beschrieb einen Tunnel, der sich über der Hill Street in der Innenstadt von Los Angeles erhob und von Filmemachern oft genutzt wurde, um die Illusion von Höhe zu erzeugen. Der gepflasterte Bereich über dem Tunnel ermöglichte den Bau einer falschen Fassade, vor der der Schauspieler vor der Skyline der Stadt Stunts ausführen und so den Anschein erwecken konnte, hoch über der Straße zu sein, während er sich tatsächlich nur wenige Meter über dem Boden befand.

## Veröffentlichung
Die Premiere des Films fand am 25. März 1923 in New York statt. Im März 1925 kam er im Deutschen Reich in die Kinos.

## Kritiken
In einer Vorabkritik des Magazins Exhibitors Trade Review hieß es, schnelle Action und eine Menge wilder, absurder Situationen seien die Hauptmerkmale dieser Komödie, die ein hervorragendes Medium für Douglas MacLean darstelle und als sehr amüsante Unterhaltung gelte. Die Handlung sei äußerst leicht aufgebaut und diene lediglich als Grundlage für eine Reihe von rasanten Stunts, aber es gebe jede Menge zu lachen, die flotten Untertitel seien voller Pep, helfen der Geschichte sehr und William Seiter habe den Film mit lobenswertem Können und gutem Urteilsvermögen inszeniert.